# Esperiopsis strongylophora
Esperiopsis strongylophora är en svampdjursart som beskrevs av Jean Vacelet 1969. Esperiopsis strongylophora ingår i släktet Esperiopsis och familjen Esperiopsidae. Inga underarter finns listade i Catalogue of Life.